# Иванов, Роберт (футболист)
Роберт Владимирович Иванов (фин. Robert Ivanov; 19 сентября 1994, Хельсинки, Финляндия) — финский футболист российского происхождения, защитник сборной Финляндии.

## Биография
Родился 19 сентября 1994 года в Хельсинки. Вырос в спортивной семье. Его отец русского происхождения Владимир Иванов (ум. 2014) играл в футбол, а мать Нелли Пакки, ингерманландка по национальности, занималась гандболом и выступала за сборную Эстонии. В семье Роберта говорят на русском языке, также он учил русский в школе с 1-го по 6-й класс. В детстве помимо футбола занимался также гандболом и баскетболом, но в итоге решил сосредоточиться на футболе.

### Клубная карьера
На взрослом уровне начинал играть в клубах третьей лиги Финляндии. В 2014 выступал за клуб «Мюллюпуро», а в 2015 стал игроком «Виикингита». Параллельно с футболом, Иванов проходил службу в финской армии. Перед началом сезона 2016 подписал контракт с другим клубом третьей лиги «Хонка», с которым в том же сезоне добился повышения в Юккёнен. В 2017 году продолжил выступать за команду и занял с ней второе место в лиге. По результатам стыковых матчей с клубом ХИФК (0:0; 1:1) «Хонка» вернулась в Высшую лигу Финляндии.

### Карьера в сборной
Впервые был вызван в сборную Финляндии в январе 2019 года на товарищеские матчи со сборными Швеции и Эстонии. Дебютировал в национальной команде в игре против Швеции 8 января, появившись на замену на 85-й минуте вместо Альбина Гранлунда. Участник чемпионата Европы 2020.